# Smokey Robinson
Smokey Robinson, nacido como William Robinson Jr. (Detroit, Míchigan; 19 de febrero de 1940), es un cantante, compositor y productor discográfico estadounidense de R&B y soul. Es conocido, tanto por liderar el grupo vocal The Miracles entre 1955 y 1972, como por su posterior carrera en solitario. Entre 1965 y 1990 fue vicepresidente de la compañía discográfica Motown.

## Biografía
Nació y se crio en Detroit, Míchigan, cuando todavía era un niño fue apodado "Smokey Joe" por un tío, originado a partir de su amor a las películas de vaqueros. En su adolescencia, este se redujo a "Smokey". 
En una entrevista, Robinson afirmó que ha sido amigo de Diana Ross desde los once años de edad. En 1955, Robinson fundó un grupo llamado The Five Chimes con su mejor amigo Ronnie White y con sus compañeros de la escuela secundaria Pete Moore, Clarence Dawson, Grice y James. En 1957, el grupo fue renombrado como The Matadors y reemplazó a Dawson y Grice con sus primos Emerson y Bobby Rogers. Emerson fue sustituido más tarde por su hermana Claudette Rogers, quien posteriormente se casó con Robinson. El guitarrista Marv Tarplin se unió al grupo en 1958.
Con Robinson como cantante, The Matadors comenzaron una gira por los alrededores de Detroit. En 1958, Robinson conoció al cantautor Berry Gordy, quien coescribió para ellos el sencillo «Got a job», en respuesta al éxito de The Silhouettes, «Get a job». El grupo cambió su nombre a The Miracles, y publicó singles en dos discográficas, End Records y Chess Records. Poco después, Robinson sugirió a Gordy que iniciara una discográfica propia.
En 1959, Gordy fundó Tamla Records, que pronto renombró como Motown. The Miracles estuvieron entre los primeros grupos contratados. Gordy y Robinson cosecharon una relación sinérgica, con Robinson proporcionando una base de éxitos para Motown y Gordy actuando como un tutor para el incipiente cantante y compositor. En 1961, Gordy designó a Robinson como vicepresidente de Motown Records, un título que Robinson mantuvo tanto tiempo como Gordy permaneció en la empresa.
En 1960, The Miracles publicaron su primer éxito, “Shop Around”, que llegó al número 2 en las listas del Billboard; en 1962 se publica el tema más conocido y difundido del cual es compositor, "You've Really Got a Hold on Me" (traducido originalmente en Argentina como "Realmente me tienes agarrado"). También fue interpretado por The Beatles, editado en el LP de vinilo With the Beatles, en 1963. Otros éxitos del grupo fueron “Mickey’s Monkey”, “Ooo Baby Baby”, “The Tracks Of My Tears” y “I Second That Emotion”. En 1970, el sencillo “The Tears Of A Clown” llegó al número 1 de las listas de popularidad, convirtiéndose en la única canción del grupo en llegar a esa posición con Smokie como voz principal.
En 1972, Smokie decide abandonar al grupo y ser solista. Mientras tanto el grupo logró otro número 1 con la canción “Love Machine” en 1975. Robinson por su lado tuvo éxitos con temas como “Cruisin’”,“Being With You” y “Just To See Her”.
En 1987, Robinson entró en el Salón de la Fama del Rock.

## Vida privada
Actualmente está casado con Frances Gladney. Estuvo casado con Claudette Rogers, miembro de The Miracles, con quien tuvo dos hijos: Berry Robinson y Tamla Robinson.